# Xhenseval
Xhenceval
Xhenseval,, aussi orthographié Xhenceval,, est un hameau de la commune d'Ouffet dans la province de Liège en Région wallonne (Belgique). 
Avant la fusion des communes, Xhenseval faisait déjà partie de la commune d'Ouffet.

## Toponymie
Le nom vient du latin uallem (vallée) et du wallon xhintche (oblique, transversale). En 1317, on trouve le hammeau mentionné en Skenchevaus. On trouve aussi la mention du la seigneurie comme Xhenseval-lez-Oeffet.

## Situation
Xhenseval était une ancienne seigneurie, érigée en 1567, plus ancienne que la seigneur Himbe voisine. A cetet date les seigneurs de Petit-Ouffet font de Xhenseval leur fief, mais on trouve le titre de de Xhenseval dès 1280 porté par la famille des seigneurs de Petit-Ouffet.  Elle ne dépendait de la Justice d’Ouffet mais directement de la cour allodiale de Liège,. On y trouve la ferme de Xhenceval, ancien siège de la seigneurie qui appartenanit à la famille de Xhenseval.